# コパ・アメリカ1991
コパ・アメリカ1991は、1991年にチリ共和国で開催された。第35回目のコパ・アメリカである。7月8日から7月21日まで開催され、アルゼンチンが8大会ぶり13回目の優勝を飾った。

## 大会形式
参加10か国が2グループに分かれて1次リーグを戦い、上位2か国ずつが決勝リーグに進出。4か国による総当りのリーグ戦で優勝国を決定する。

## 参加国
| - アルゼンチン - ウルグアイ - エクアドル - コロンビア - チリ | - パラグアイ - ブラジル - ベネズエラ - ペルー - ボリビア |

## 1次リーグ

### グループA
| 国名         | 勝点 | 試合 | 勝 | 分 | 負 | 得点 | 失点 | 得失点差 |
| ------------ | ---- | ---- | -- | -- | -- | ---- | ---- | -------- |
| アルゼンチン | 8    | 4    | 4  | 0  | 0  | 11   | 3    | +8       |
| チリ         | 6    | 4    | 3  | 0  | 1  | 10   | 3    | +7       |
| パラグアイ   | 4    | 4    | 2  | 0  | 2  | 7    | 8    | −1       |
| ペルー       | 2    | 4    | 1  | 0  | 3  | 9    | 9    | 0        |
| ベネズエラ   | 0    | 4    | 0  | 0  | 4  | 1    | 15   | −14      |

| 1991年7月6日 |

| チリ                          | 2 – 0 | ベネズエラ |
| ルビオ 22分 · サモラーノ 34分 |       |            |

| エスタディオ・ナシオナル、サンティアゴ・デ・チレ 観客数: 45,000 主審: アルマンド・ペレス・オジョス （コロンビア） |

| 1991年7月6日 |

| パラグアイ    | 1 – 0 | ペルー |
| モンソン 21分 |       |        |

| エスタディオ・ナシオナル、サンティアゴ・デ・チレ 観客数: 45,000 主審: オスカル・オルトゥベ （ボリビア） |

| 1991年7月8日 |

| チリ                                                             | 4 – 2 | ペルー                                  |
| ルビオ 16分 · コントレーラス 51分 (pen.) · サモラーノ 61分, 74分 |       | マエストゥリ 59分 · デル・ソラール 71分 |

| エスタディオ・ムニシパル、コンセプシオン 観客数: 35,000 主審: エルネスト・フィリッピ （ウルグアイ） |

| 1991年7月8日 |

| アルゼンチン                                                           | 3 – 0 | ベネズエラ |
| バティストゥータ 28分 · カニージャ 43分 · バティストゥータ 50分 (pen.) |       |            |

| エスタディオ・ナシオナル、サンティアゴ・デ・チレ 観客数: 50,000 主審: ミルトン・ビジャビセンシオ （エクアドル） |

| 1991年7月10日 |

| パラグアイ                                                                           | 5 – 0 | ベネズエラ |
| ネファ 34分 · ヒルラン 38分 · モンソン 75分 · サナブリア 81分 · モンソン 87分 (pen.) |       |            |

| エスタディオ・ナシオナル、サンティアゴ・デ・チレ 観客数: 30,000 主審: フアン・ホセ・トーレス （コロンビア） |

| 1991年7月10日 |

| アルゼンチン          | 1 – 0 | チリ |
| バティストゥータ 81分 |       |      |

| エスタディオ・ナシオナル、サンティアゴ・デ・チレ 観客数: 75,000 主審: ジョゼ・ロベルト・ライト （ブラジル） |

| 1991年7月12日 |

| ペルー                                                                                        | 5 – 1 | ベネズエラ                 |
| ラ・ローサ 9分 · カバージョ 21分 (o.g.) · ラ・ローサ 55分 · デル・ソラール 58分 · ヒラノ 62分 |       | デル・ソラール 14分 (o.g.) |

| エスタディオ・ナシオナル、サンティアゴ・デ・チレ 観客数: 5,000 主審: アルマンド・ペレス・オジョス （コロンビア） |

| 1991年7月12日 |

| アルゼンチン                                                                | 4 – 1 | パラグアイ      |
| バティストゥータ 40分 · シメオネ 61分 · アストラーダ 70分 · カニージャ 81分 |       | カルドーソ 79分 |

| エスタディオ・ムニシパル、コンセプシオン 観客数: 25,000 主審: エルネスト・フィリッピ （ウルグアイ） |

| 1991年7月14日 |

| アルゼンチン                                     | 3 – 2 | ペルー                             |
| ラトーレ 3分 · クラビオット 51分 · ガルシア 57分 |       | ジャネス 35分 (pen.) · ヒラノ 65分 |

| エスタディオ・ナシオナル、サンティアゴ・デ・チレ 観客数: 80,000 主審: オスカル・オルトゥベ （ボリビア） |

| 1991年7月14日 |

| チリ                                                      | 4 – 0 | パラグアイ |
| ルビオ 12分 · サモラーノ 15分 · エスタイ 63分 · ベラ 68分 |       |            |

| エスタディオ・ナシオナル、サンティアゴ・デ・チレ 観客数: 80,000 主審: ジョゼ・ロベルト・ライト （ブラジル） |

### グループB
| 国名       | 勝点 | 試合 | 勝 | 分 | 負 | 得点 | 失点 | 得失点差 |
| ---------- | ---- | ---- | -- | -- | -- | ---- | ---- | -------- |
| コロンビア | 5    | 4    | 2  | 1  | 1  | 3    | 1    | +2       |
| ブラジル   | 5    | 4    | 2  | 1  | 1  | 6    | 5    | +1       |
| ウルグアイ | 5    | 4    | 1  | 3  | 0  | 4    | 3    | +1       |
| エクアドル | 3    | 4    | 1  | 1  | 2  | 6    | 5    | +1       |
| ボリビア   | 2    | 4    | 0  | 2  | 2  | 2    | 7    | −5       |

| 1991年7月7日 |

| コロンビア      | 1 – 0 | エクアドル |
| デ・アビラ 25分 |       |            |

| エスタディオ・プラジャ・アンチャ、バルパライソ 観客数: 15,000 主審: フアン・フランシスコ・エスコバル （パラグアイ） |

| 1991年7月7日 |

| ウルグアイ    | 1 – 1 | ボリビア      |
| カストロ 73分 |       | スアレス 16分 |

| エスタディオ・プラジャ・アンチャ、バルパライソ 観客数: 15,000 主審: カルロス・マシエル （パラグアイ） |

| 1991年7月9日 |

| ウルグアイ           | 1 – 1 | エクアドル    |
| メンデス 49分 (pen.) |       | アギナガ 36分 |

| エスタディオ・サウサリート、ビニャ・デル・マール 観客数: 18,000 主審: ガストン・カストロ （チリ） |

| 1991年7月9日 |

| ブラジル                        | 2 – 1 | ボリビア               |
| ネト 5分 (pen.) · ブランコ 47分 |       | サンチェス 89分 (pen.) |

| エスタディオ・サウサリート、ビニャ・デル・マール 観客数: 18,000 主審: ホセ・ラミレス （ペルー） |

| 1991年7月11日 |

| コロンビア | 0 – 0 | ボリビア |
|            |       |          |

| エスタディオ・サウサリート、ビニャ・デル・マール 観客数: 15,000 主審: フランシスコ・ファリーアス （ベネズエラ） |

| 1991年7月11日 |

| ブラジル              | 1 – 1 | ウルグアイ    |
| ジョアン・パウロ 29分 |       | メンデス 66分 |

| エスタディオ・サウサリート、ビニャ・デル・マール 観客数: 15,000 主審: フアン・カルロス・ロスタウ （アルゼンチン） |

| 1991年7月13日 |

| エクアドル                                                | 4 – 0 | ボリビア |
| アギナガ 32分 · アビレス 42分 (73) · ラミレス 80分 (pen.) |       |          |

| エスタディオ・サウサリート、ビニャ・デル・マール 観客数: 15,000 主審: ガストン・カストロ （チリ） |

| 1991年7月13日 |

| コロンビア                        | 2 – 0 | ブラジル |
| デ・アビラ 35分 · イグアラン 66分 |       |          |

| エスタディオ・サウサリート、ビニャ・デル・マール 観客数: 15,000 主審: カルロス・マシエル （パラグアイ） |

| 1991年7月15日 |

| ウルグアイ    | 1 – 0 | コロンビア |
| メンデス 16分 |       |            |

| エスタディオ・サウサリート、ビニャ・デル・マール 観客数: 30,000 主審: フアン・カルロス・ロスタウ （アルゼンチン） |

| 1991年7月15日 |

| ブラジル                                                         | 3 – 1 | エクアドル    |
| マジーニョ 8分 · マルシオ・サントス 54分 · ルイス・エンリケ 89分 |       | ムニョス 12分 |

| エスタディオ・サウサリート、ビニャ・デル・マール 観客数: 30,000 主審: フアン・フランシスコ・エスコバル （パラグアイ） |

## 決勝リーグ
| 国名         | 勝点 | 試合 | 勝 | 分 | 負 | 得点 | 失点 | 得失点差 |
| ------------ | ---- | ---- | -- | -- | -- | ---- | ---- | -------- |
| アルゼンチン | 5    | 3    | 2  | 1  | 0  | 5    | 3    | +2       |
| ブラジル     | 4    | 3    | 2  | 0  | 1  | 6    | 3    | +3       |
| チリ         | 2    | 3    | 0  | 2  | 1  | 1    | 3    | −2       |
| コロンビア   | 1    | 3    | 0  | 1  | 2  | 2    | 5    | −3       |

| 1991年7月17日 |

| アルゼンチン                               | 3 – 2 | ブラジル                             |
| フランコ 1分, 39分 · バティストゥータ 46分 |       | ブランコ 5分 · ジョアン・パウロ 52分 |

| エスタディオ・ナシオナル、サンティアゴ 観客数: 50,000 主審: カルロス・マシエル （パラグアイ） |

| 1991年7月17日 |

| チリ            | 1 – 1 | コロンビア      |
| サモラーノ 74分 |       | イグアラン 37分 |

| エスタディオ・ナシオナル、サンティアゴ 観客数: 50,000 主審: エルネスト・フィリッピ （ウルグアイ） |

| 1991年7月19日 |

| チリ | 0 – 0 | アルゼンチン |
|      |       |              |

| エスタディオ・ナシオナル、サンティアゴ 観客数: 65,000 主審: エルネスト・フィリッピ （ウルグアイ） |

| 1991年7月19日 |

| ブラジル                                     | 2 – 0 | コロンビア |
| レナト・ガウショ 29分 · ブランコ 76分 (pen.) |       |            |

| エスタディオ・ナシオナル、サンティアゴ 観客数: 75,000 主審: ホセ・ラミレス （ペルー） |

| 1991年7月21日 |

| ブラジル                                           | 2 – 0 | チリ |
| マジーニョ・オリベイラ 8分 · ルイス・エンリケ 55分 |       |      |

| エスタディオ・ナシオナル、サンティアゴ 観客数: 83,500 主審: フアン・カルロス・ロスタウ （アルゼンチン） |

| 1991年7月21日 |

| アルゼンチン                          | 2 – 1 | コロンビア      |
| シメオネ 11分 · バティストゥータ 19分 |       | デ・アビラ 70分 |

| エスタディオ・ナシオナル、サンティアゴ 観客数: 83,500 主審: フアン・フランシスコ・エスコバル （パラグアイ） |

## 最終結果
| コパ・アメリカ1991 優勝国        |
| -------------------------------- |
| · アルゼンチン · 8大会ぶり13回目 |

### 得点ランキング
| 順位 | 選手名                       | 得点数 |
| ---- | ---------------------------- | ------ |
| 1    | ガブリエル・バティストゥータ | 6      |
| 2    | イバン・サモラーノ           | 5      |
| 3    | ブランコ                     | 3      |
| 3    | ウーゴ・エドゥアルド・ルビオ | 3      |
| 3    | アントニー・デ・アビラ       | 3      |
| 3    | ルイス・モンソン             | 3      |
| 3    | ペテル・メンデス             | 3      |